# Filmska glazba
Pod filmskom glazbom uglavnom se podrazumijeva glazba koja je skladana posebno za film. Stvara atmosferu (ugođaj) pri gledanju filma i potpomaže njegovu promociju .
Filmsku glazbu najčešće izvode orkestri, koji variraju u svojoj veličini. Ona pokreće razne emocije kod gledatelja filma: umiruje, straši, uznemirava, potiče osjećaj mržnje ili simpatije.  
Glazba nam može unaprijed reći kakav će biti karakter lika u filmu, kao što je to izvrsno prikazala tema Dartha Vadera u filmu "Star Wars Episode V" skladatelja J. Williamsa.
Glazba ne mora biti uvijek skladana za određeni film, a da ga uzdigne i zauvijek se uz njega veže kao što je npr. djelo R. Straussa "Also sprach Zarathustra" u filmu "2001.: Odiseja u svemiru" od Stanleya Kubricka.
Može nas predvidljivo voditi kroz film ili zbuniti. Tako se primjerice glazbena dionica iz Hitchcockovog filma Psycho, koja je pratila legendarnu scenu tuširanja, kasnije izvodila i u drugim filmovima poput komedije "Policijska akademija". Sličnu sudbinu imala je i poznata glazbena pozadina velike bijele psine  Spielbergova filma Ralje, koja se također ponavljala najčešće u komedijama.
Pop glazba može isto tako biti dio filma, ali ona uglavnom nije posebno pisana za taj film i najčešće ima drugu funkciju (vidi soundtrack).
U Hrvatskoj jedini festival koji promovira važnost filmske glazbe je International Sound & Film Music Festival (ISFMF), koji se održava u listopadu svake godine. Od 2017. godine ISFMF festival se kontinuirano održava u Puli. Festival ugošćuje najznačajnija imena iz svijeta filmske glazbe, dobitnike prestižnih nagrada, a program festivala sastoji se od predavanja, panela, koncerata filmske glazbe i drugih inovativnih kulturno-umjetničkih koncepata.

## Vanjske poveznice
- Filmska glazba (Hrvatska enciklopedija)